# Cartaletis variegata
Cartaletis variegata là một loài bướm đêm trong họ Geometridae.